# Sösdala Himmelkull
Sösdala Himmelkull är en av SCB tidigare avgränsad och namnsatt småort i Hässleholms kommun i Skåne län. Den omfattar nyuppförda villor runt gården Himmelkull sydost om Sösdala och öster om riksväg 23 i Norra Mellby socken. 2015 hade folkmängden minskat i området och småorten upplöstes.